# Vides rebels
Vides rebels (títol original en anglès: The Misfits) és una pel·lícula dels Estats Units de John Huston estrenada el 1961. Ha estat doblada al català.

## Argument[2]
Reno a Nevada, la ciutat dels casaments expeditius... i també la dels divorcis ràpids.
El mecànic d'automòbils Guido porta Roslyn al tribunal pel divorci d'aquesta així com la seva amiga i llogatera Isabelle. Guido retroba el seu amic el cowboy Gay, un aventurer diletant. L'atzar fa que tots es trobin en un bar després de l'oficialització del divorci, i tots tenen ganes d'«altra cosa». Decideixen anar a fer un tomb i van a la casa de camp de Guido. Guido i Gay cauen sota l'encant de Roslyn i li demanen que continuïn alguns dies més a Reno abans de tornar a casa seva. Beuen i ballen. Guido intenta fins i tot abraçar-la, sense èxit. Gay proposa portar-la a casa seva però tornen finalment a la casa de Guido on es troben sols la seva primera nit.
Passen junts alguns dies feliços, fins i tot tan Gay ha d'acceptar l'amor que ella té als animals. Li agradaria també saber per què ella està sempre tan trista.
Alguns dies més tard, Guido i Isabelle els visiten. Per anar a capturar cavalls salvatges, Gay i Guido necessiten un tercer home: l'aniran a buscar al pròxim rodeo. Pel camí, troben el cowboy Perce a qui proposen la caça dels mustangs. Isabelle els deixa. Després d'una copa en un bar, Perce participa en el rodeo, però es fereix. Una tornada al bar hauria de posar les idees a lloc i tots es comporten en conseqüència. Perce també s'ha enamorat de Roslyn.
L'endemà, caçaran els pocs cavalls localitzats, els agafen i finalment els deixen anar davant la insistència de Roslyn. Anuncia que marxarà l'endemà.

## Repartiment
- Clark Gable: Gay Langland
- Marilyn Monroe: Roslyn Taber
- Montgomery Clift: Perce Howland
- Eli Wallach: Guido Delinni
- Thelma Ritter: Isabelle Steers
- James Barton: el vell
- Kevin Mac Carthy: Raymond Taber
- Dennis Shaw: el jove
- Philip Mitchell: Charles Steers
- Walter Ramage: el vell groom
- Peggy Barton: la jove promesa
- J. Lewis Smith: el cow-boy
- Marietta Tree: Susan

## Al voltant de la pel·lícula

### Aspectes generals
Nombrosos fotògrafs de primer pla han intervingut en el rodatge: Eve Arnold, Cornell Capa, Henri Cartier-Bresson, Bruce Davidson, Elliott Erwitt, Ernst Haas…
La pel·lícula, que no va tenir gaire èxit a la seva estrena, és avui coneguda per raons que es deuen menys al seu contingut que a la vida dels seus intèrprets. Clark Gable va morir d'un infart algunes setmanes després de la fi del rodatge, i Monroe no va acabar mai la seva pel·lícula següent, Something's Got to Give (George Cukor, 1962). Montgomery Clift va rodar encara tres pel·lícules i va morir als quaranta-sis anys. No calia més per establir la imatge «crepuscular» de les Vides rebels - final del mite de l'Oest, final de l'edat d'or de Hollywood.

### Clark Gable
Vides rebels és l'última pel·lícula de Clark Gable, mort el 16 de novembre de 1960, o sigui alguns dies després de la fi del rodatge (4 de novembre). Tenia 59 anys. Les relacions amb Marilyn Monroe van ser tibants en el plató, fins al punt que certs testimoniatges refereixen una reflexió de Gable sobre la seva sòcia: «She almost killed me» («ella gairebé m’ha matat»).

### Marilyn Monroe
En el seu 29è i últim film (acabat) on ella apareix segona als crèdits; darrere Clark Gable i davant Montgomery Clift, Marilyn Monroe interpreta un paper especialment escrit per a ella pel seu marit Arthur Miller, el d'una dona que s'acaba de divorciar, que està perduda, que no sap on anar i què fer, i que està molt decebuda dels homes. El personatge de Roslyn, concebut per Miller, s'inspira molt en Marilyn. Marilyn va morir alguns mesos després de la fi del rodatge, a 36 anys.
Marilyn Monroe va ser designada responsable de la ràpida mala salut de Gable, després de la seva sobtada mort alguns dies més tard, per la seva manera de treballar: retards incessants, preses d'escenes multiplicades, etc., sobretot per l'última dona de Gable, Kay (embarassada en aquella època), cosa que la va llançar a una nova fase de depressió. No va assistir a la cerimònia funerària de l'estrella difunta. Kay la va convidar tanmateix al bateig del fill que Clark Gable no va conèixer mai. Es va dir llavors que Gable havia volgut interpretar totes les seves escenes a la pel·lícula, incloent-hi les perilloses, i això el va cansar molt.

### Eli Wallach
Eli Wallach, en canvi, l'últim dels quatre actors principals, va viure més de 50 anys després d'haver rodat la pel·lícula. Va morir el 2014 als 98 anys. Va aconseguir la celebritat 3 anys després de la pel·lícula interpretant el paper de Tuco («El lleig») en l'spaghetti western El bo, el lleig i el dolent (1966) de Sergio Leone.